# Immissionsschutzbeauftragter
Ein Immissionsschutzbeauftragter ist in Deutschland nach dem Bundes-Immissionsschutzgesetz (BImSchG) zu bestellen, wenn dies nach der Art und Größe der betriebenen genehmigungsbedürftigen emissionsverursachenden Anlagen erforderlich ist.

## Allgemeines
Die Grundlagen des Beauftragten für Immissionsschutz regeln § 53 bis § 58 BImSchG. Einzelheiten bestimmt die auf dieser Grundlage erlassene Verordnung über Immissionsschutz- und Störfallbeauftragte (5. BImSchV).
Der Beauftragte ist vom Betreiber der Anlage schriftlich zu bestellen. Die Tätigkeiten des Immissionsschutzbeauftragten sind dabei genau zu bezeichnen.
Ein Betriebsangehöriger als Immissionsschutzbeauftragter hat Sonderkündigungsschutz. Das bedeutet in diesem Falle, dass ihm -auch noch ein Jahr nach Abberufung als Immissionsschutzbeauftragter- nur außerordentlich, also aus wichtigem Grunde gekündigt werden kann (§ 58 BImSchG).

### Historische Entwicklung
Mit dem Bundesimmissionsschutzgesetz (BImSchG) in seiner Urfassung vom 15. März 1974 wurde erstmals in einem Umweltgesetz die Position des Betriebsbeauftragten gesetzlich verankert.
Mit der 5. BImSchV vom 14. Februar 1975 wurde der Bereich der genehmigungsbedürftigen Anlagen, deren Betreiber einen Immissionsschutzbeauftragten zu bestellen haben, definiert.
Mit der Verordnung über die Fachkunde und Zuverlässigkeit der Immissionsschutzbeauftragten (6. BImSchV) vom 12. April 1975 wurden die Anforderungen an deren Fachkunde und Zuverlässigkeit näher geregelt.
Mit der überarbeiteten 5. BImSchV über Immissionsschutz- und Störfallbeauftragte vom 30. Juli 1993, die in ihren wesentlichen Teilen im August 1993 in Kraft trat, wurden die 5. BImSchV von 1975 über Immissionsschutzbeauftragte und die 6. BImSchV von 1975 über die Fachkunde und Zuverlässigkeit der Immissionsschutzbeauftragten neu zusammengefasst, bzw. ergänzt und um entsprechende Regelungen für den Störfallbeauftragten erweitert.
Die Anlagen, für die ein Immissionsschutzbeauftragter zu bestellen ist, wurden in der 5. BImSchV im Anhang I vom 30. Juli 1993 aufgelistet. Die Liste entsprach weitgehend dem Anlagenkatalog der alten 5. BImSchV aus dem Jahr 1975. Eine Erweiterung der Bestellpflicht ergab sich jedoch durch das Investitionserleichterungs- und Wohnbaulandgesetz vom 22. April 1993, mit dem eine Übernahme der Abfallentsorgungsanlagen aus dem Abfallgesetz ins Bundes-Immissionsschutzgesetz erfolgte. Außerdem wurden die Anlagen, die dort benannt werden, der Entwicklung des Erkenntnisstandes angepasst.
Die Praxis hatte gezeigt, dass eine regelmäßige Fortbildung auf hohem fachlichem Niveau erforderlich ist, um bei der schnellen Entwicklung des technischen Fortschritts und den daraus entstehenden Umwelteinwirkungen Schritt halten zu können. Aus diesem Grund sah die Novelle der Verordnung der 5. BImschV vom 30. Juli 1993 ausdrücklich die Verpflichtung zur regelmäßigen Fortbildung vor.
- BGBl. I S. 721
- BGBl. I S. 504
- BGBl. S. 57
- BGBl. I S. 1433
- BGBl. I S. 466
- BGBl. 2002 I S. 3830; vorherige Änderungen BGBl. I 21. August 2002 S. 3322; 11. September 2002 S. 3622; 25. November 2003 S. 2304; 6. Januar 2004 S. 2
- BGBl. 1993 I S. 1433
- BGBl. 2001 I S. 2331

## Bestellung

### Verpflichtete
sind:
- Betreiber von nach dem BImSchG genehmigungsbedürftigen Anlagen (siehe § 4 BImSchG mit 4. BImSchV), die bestimmte weitere Gefährdungsmerkmale erfüllen. Die Pflicht begründet das Gesetz[2], die Arten der betroffenen Anlagen sind in Anhang I zu § 1 der 5. BImSchV gelistet.
- Betreiber anderer genehmigungsbedürftiger oder auch nicht genehmigungsbedürftiger Anlagen, die im Einzelfall durch eine behördliche Anordnung dazu verpflichtet werden. Die Bestellung eines Immissionsschutzbeauftragten für nicht emissionsintensive Anlagen darf aber nur angeordnet werden, wenn dies aus Gründen des Immissionsschutzes notwendig ist.

In der 5. BImSchV sind  nur solche genehmigungsbedürftigen Anlagen aus dem Anlagenkatalog der 4. BImSchV aufgelistet, bei denen im Hinblick auf ihre Art und Größe die Voraussetzungen des § 53 Abs. 1 BImSchG als erfüllt anzusehen sind. Hierzu nennt das Gesetz folgende Kriterien:
- Von den Anlagen ausgehende Emissionen,
- technische Probleme der Emissionsbegrenzung oder
- Eignung der Erzeugnisse, bei bestimmungsgemäßer Verwendung schädliche Umwelteinwirkungen durch Luftverunreinigungen, Geräusche oder Erschütterungen hervorzurufen.

Bei genehmigungsbedürftigen Anlagen, die nicht in der 5. BImSchV aufgeführt sind, ist im Einzelfall die Verpflichtung zur Bestellung eines Immissionsschutzbeauftragten durch eine behördliche Anordnung möglich. Dies kann als Nebenbestimmung mit der Genehmigung verbunden oder zu einem späteren Zeitpunkt angeordnet werden.
Auch Betreiber nicht genehmigungsbedürftiger Anlagen können durch eine behördliche Anordnung zur Bestellung verpflichtet werden, wenn die genannten Kriterien des § 53 Abs. 1 erfüllt sind.

### Bestellte
Der Betreiber als Immissionsschutzbeauftragter kann sich nicht selbst zum Immissionsschutzbeauftragten bestimmen, auch wenn dies dem Gesetz nicht direkt zu entnehmen ist. Auch der Betriebsleiter kann nicht zum Immissionsschutzbeauftragten bestellt werden, da die allgemeine Rechtsprechung davon ausgeht, dass dann die Unabhängigkeit nicht gegeben ist.

#### Anzahl
Das Gesetz regelt nicht, wie viele Immissionsschutzbeauftragte für ein Unternehmen zu bestellen sind. Im Normalfall reicht ein Immissionsschutzbeauftragte, um die Anforderungen im Unternehmen zu erfüllen.
§ 53 Abs. 1 Satz 1 BImSchG spricht von einem oder mehreren Betriebsbeauftragten für Immissionsschutz. § 1 5. BImSchV geht für den Regelfall von einem Immissionsschutzbeauftragten aus. Die Behörde kann nach § 2 der 5. BImSchV anordnen, dass mehrere Immissionsschutzbeauftragte bestellt werden müssen z. B. wenn die räumliche Trennung oder die Standorte in weit auseinander liegenden Werksteilen es erfordert, um eine Durchführung der zu bewältigenden Aufgaben zu gewährleisten. Maßgebend sind also der Schwierigkeitsgrad und der Umfang der zu lösenden Aufgaben.
Die Anzahl der Immissionsschutzbeauftragten orientiert sich an den in § 54 BImSchG beschriebenen Aufgaben. Sind mehrere Betriebsbeauftragte für Immissionsschutz bestellt, so besteht die Notwendigkeit, deren Tätigkeit zu koordinieren. Dies kann durch die Eingliederung in eine besondere Umweltschutzabteilung oder die Einrichtung eines Umweltausschusses geschehen.
Gemäß § 2 5. BImSchV kann die zuständige Behörde anordnen, dass der Betreiber einer Anlage im Sinne des § 1 mehrere Immissionsschutzbeauftragte bestellen muss, damit die sachgerechte Erfüllung der im § 54 BImSchG dargelegten Aufgaben gewährleistet ist.
Allerdings ist es nach § 3 5. BImSchV auch möglich, nur einen Immissionsschutzbeauftragten zu bestellen, obwohl der Betreiber mehrere Anlagen gemäß § 1 BImSchV betreibt, solange sichergestellt ist, dass die Aufgaben gemäß § 54 BImSchG sachgemäß erfüllt werden.

#### Konzerne
Der Verordnungsgeber kann es einem Konzern gestatten, die Betreiber oder mehreren Betreibern von Anlagen im Sinne des § 1 5. BImSchV sind, nur eine beauftragte Person für den gesamten Konzern als Immissionsschutzbeauftragte zu bestellen, wenn das Unternehmen in einen Konzern eingebunden ist. Dies ist jedoch nur möglich, wenn die Konzernleitung den einzelnen Unternehmen gegenüber in den nach BImSchG relevanten Bereichen weisungsberechtigt ist und die Fachkunde und Zuverlässigkeit des Immissionsschutzbeauftragten die sachgemäße Erfüllung der Aufgaben gewährleistet. Relevante Bereiche im BImSchG bezüglich der Weisungsbefugnis sind die § 54 Abs. 1 Satz 2 Nr. 1 und § 56 Abs. BImSchG.

#### Nicht Betriebsangehörige
Aus den §§ 53 und 54 BImSchG kann man sinngemäß entnehmen, dass die Legislative unterstellt, dass der Immissionsschutzbeauftragte Angehöriger des Betriebes oder des Unternehmens ist, zu dem die genehmigungsbedürftigen Anlagen gehören. Die Bestellung nicht betriebsangehöriger Immissionsschutzbeauftragter ist jedoch nicht ausgeschlossen. Die zuständige Behörde kann Betreibern von Anlagen im Sinne des § 1 Abs. 1 5. BImSchV auf Antrag die Bestellung eines oder mehrerer nicht betriebsangehöriger Immissionsschutzbeauftragter gestatten. Voraussetzung hierfür ist, dass die sachgemäße Erfüllung der in § 54 BImSchG bezeichneten Aufgaben des Immissionsschutzbeauftragten nicht gefährdet wird. Dabei kann es sich z. B. um Angestellte von Ingenieurbüros oder technischen Überwachungsorganisationen handeln. In der Praxis ist es für kleinere oder mittlere Unternehmen vielfach die einzige Möglichkeit, der Bestellungspflicht mit vertretbarem wirtschaftlichem Aufwand zu genügen. Voraussetzung für die Bestellung eines Externen ist jedoch ein Antrag bei der zuständigen Behörde, die diesem Antrag entsprechen soll, wenn hierdurch die sachgemäße Erfüllung der dem Betriebsbeauftragten durch das Gesetz übertragenen Aufgaben nicht gefährdet wird. (vgl. § 55 BImSchV und § 4 der VO über Betriebsbeauftragte Abfall). Sofern der Behörde nachgewiesen wird, dass der Externe über die erforderliche fachliche Qualifikation verfügt, ihm die gleichen Befugnisse eingeräumt und mit ihm eine Überwachungstätigkeit vereinbart wird, die in ihrer Häufigkeit und Intensität derjenigen eines internen Betriebsbeauftragten entspricht, gibt es für die Behörde keinen Grund, die Bestellung eines externen Betriebsbeauftragten abzulehnen (vgl. § 5 BimSchV).

#### Ausnahmen
Für kleinere Betriebe wird entsprechend den Notwendigkeiten des Bundesimmissionsschutzgesetzes einerseits und ihren wirtschaftlichen Möglichkeiten andererseits eine diversifizierte und differenzierende Fachkunderegelung zur Verfügung gestellt. Unter dem Gesichtspunkt der Kostenentlastung ist die Möglichkeit zur Bestellung eines gemeinschaftlichen Immissionsschutzbeauftragten von Bedeutung. Nach § 6 5. BImSchV kann der einzelne Betreiber auf Antrag durch die zuständige Behörde von seiner Pflicht befreit werden. Dies entscheidet die Behörde unter Berücksichtigung des § 53 Abs. 1, wenn sie davon ausgeht, dass es nach diesen Kriterien nicht erforderlich ist.

## Aufgaben
Er hat das Recht und die Pflicht, den Betreiber und die Betriebsangehörigen fachlich zur Minderung der Umweltgefahren, die von der Anlage und ihren Erzeugnissen ausgehen (können), zu beraten und hat insbesondere auf umweltfreundliche Verfahren und Produkte hinzuwirken sowie bei ihrer Entwicklung und Einführung mitzuwirken. Er wird in die Entscheidungen der Geschäftsleitung eingebunden und erstattet ihr jährlich Bericht, § 54 BImSchG.

## Persönliche Anforderungen
Er oder sie muss fachkundig (§§ 5 bis 7, 5. BImSchV) und zuverlässig sein. Gegen letztgenannte Voraussetzung spricht dabei insbesondere eine Bestrafung wegen umweltrechtlicher Delikte oder, wenn ein Bußgeld von mehr als 500 EUR wegen solcher Pflichten oder zum Beispiel wegen Drogen oder Waffen verhängt wurde oder sonstige Pflichten als Betriebsbeauftragter verletzt wurden (§ 10 5. BImSchV).

## Pflichtwidriges Verhalten
Wer pflichtwidrig beispielsweise keinen Immissionsschutzbeauftragten bestellt, seine Beteiligungsrechte missachtet oder ihn nicht ausstattet oder als beauftragte Person nicht wirkt, begeht allein damit noch keine Straftat oder Ordnungswidrigkeit.
Die zuständige Behörde kann aber die Erfüllung der Rechtspflicht im Wege des Verwaltungszwanges sicherstellen. Darüber hinaus kommt bei genehmigungsbedürftigen Anlagen auch eine Betriebsuntersagung oder sogar ein Widerruf der Genehmigung in Betracht sowie eine Haftung für Auswirkungen der Vernachlässigung solcher Pflichten.